# Dariusz Żuraw
Dariusz Żuraw (ur. 14 listopada 1972 w Wieluniu) – polski piłkarz grający na pozycji obrońcy, reprezentant Polski, trener.

## Kariera piłkarska

### Początki
Żuraw swoją seniorską karierę rozpoczął w sezonie 1989/90, występując w zespole LZS Ostrówek. W następnym roku przeniósł się do LZS Rychłocice. W 1992 został zawodnikiem WKS Wieluń, a przed sezonem 1996/97 – drugoligowego OKS Brzesko. Od 1998 do 2001 reprezentował Zagłębie Lubin.

### Hannover
W 2001 przeniósł się do grającego w 2. Bundeslidzie Hannoveru 96. W pierwszym roku gry uzyskał z tym zespołem awans do Bundesligi. Od sezonu 2002/03 do sezonu 2007/08 zagrał 131 spotkań w Bundeslidze, zdobywając pięć bramek. Od początku sezonu 2007/08, m.in. ze względu na wiek, już tylko sporadycznie pojawiał się na boisku, najczęściej wchodząc z ławki rezerwowych na końcówki meczów. W sumie dla Hannoveru rozegrał 164 mecze i strzelił siedem bramek.

### Ostatnie lata
Po zakończeniu kontraktu W Hanowerze Żuraw wrócił do Ekstraklasy. W 2008 podpisał roczny kontrakt z Arką Gdynia, w której w sezonie 2008/09 rozegrał wszystkie 30 meczów i strzelił sześć bramek. Następnie przeniósł się do WKS Wieluń, w którym występował wcześniej w latach 1992–1996. W 2011, w wieku 38 lat zakończył sportową karierę.
W sumie na boiskach ekstraklasy rozegrał 127 spotkań, w których strzelił 16 bramek.

## Kariera międzynarodowa
W reprezentacji Polski wystąpił raz, 9 lutego 2005 w przegranym (1:3) meczu towarzyskim z Białorusią w Grodzisku Wielkopolskim.

## Kariera trenerska
W latach 2010–2012, będąc jeszcze zawodnikiem zespołu, prowadził WKS Wieluń. W sezonie 2012/13 został trenerem Odry Opole, z którą w tym samym sezonie uzyskał awans do II ligi i zdobył Puchar Polski na szczeblu województwa opolskiego. Funkcję trenera Odry sprawował do 19 listopada 2013. W 2014 był trenerem Miedzi Legnica. W latach 2014–2015 był asystentem Macieja Skorży w Lechu Poznań. Od 4 listopada do 25 listopada 2018 był tymczasowym trenerem Lecha. Prowadził w tym klubie również drugi zespół.
31 marca 2019 został głównym szkoleniowcem Kolejorza, zastępując zwolnionego Adama Nawałkę. W sezonie 2020/21 Lech pod jego wodzą awansował do fazy grupowej Ligi Europy UEFA, zostając pierwszą polską drużyną, która przeszła wszystkie cztery fazy eliminacji. Ofensywny styl gry, który Lech prezentował pod kierunkiem Żurawia, zyskał miano Żurawball. Dariusz Żuraw został zwolniony z Lecha Poznań.
16 lipca 2021 został trenerem Zagłębia Lubin. 16 grudnia tego samego roku, po ligowej porażce 0:4 przeciwko Legii Warszawa, został zwolniony. Łącznie poprowadził lubinian w 21 spotkaniach (8 zwycięstw, 2 remisy, 11 porażek). 6 września 2022 zastąpił Mirosława Smyłę na stanowisku trenera pierwszoligowego Podbeskidzia Bielsko-Biała. 3 czerwca 2023 po wygranym 4:3 meczu z Resovią na konferencji prasowej poinformował o rozwiązaniu kontraktu za porozumieniem stron. 26 października 2023 został trenerem pierwszoligowej Wisły Płock, podpisując umowę do 30 czerwca 2025 z możliwością przedłużenia jej o rok.

## Statystyki
| Klub                 | Sezon         | Liga  | Liga | Puchar kraju | Puchar kraju | Europa | Europa | Razem | Razem |
| Klub                 | Sezon         | Mecze | Gole | Mecze        | Gole         | Mecze  | Gole   | Mecze | Gole  |
| -------------------- | ------------- | ----- | ---- | ------------ | ------------ | ------ | ------ | ----- | ----- |
| LZS Ostrówek         | 1989/1990     |       |      |              |              | –      | –      |       |       |
| LZS Ostrówek         | 1990/1991 (j) |       |      |              |              | –      | –      |       |       |
| Razem                | Razem         |       |      |              |              | –      | –      |       |       |
| LZS Rychłocice       | 1990/1991 (w) |       |      |              |              | –      | –      |       |       |
| LZS Rychłocice       | 1991/1992     |       |      |              |              | –      | –      |       |       |
| Razem                | Razem         |       |      |              |              | –      | –      |       |       |
| WKS Wieluń           | 1992/1993     |       |      |              |              | –      | –      |       |       |
| WKS Wieluń           | 1993/1994     |       |      |              |              | –      | –      |       |       |
| WKS Wieluń           | 1994/1995     |       |      |              |              | –      | –      |       |       |
| WKS Wieluń           | 1995/1996     |       |      |              |              | –      | –      |       |       |
| Razem                | Razem         |       |      |              |              | –      | –      |       |       |
| Okocimski KS Brzesko | 1996/1997     |       |      |              |              | –      | –      |       |       |
| Okocimski KS Brzesko | 1997/1998 (j) |       |      |              |              | –      | –      |       |       |
| Razem                | Razem         |       |      |              |              | –      | –      | 42    | 2     |
| Zagłębie Lubin       | 1997/1998 (w) | 14    | 0    | 0            | 0            | –      | –      | 14    | 0     |
| Zagłębie Lubin       | 1998/1999     | 29    | 1    | 0            | 0            | –      | –      | 29    | 1     |
| Zagłębie Lubin       | 1999/2000     | 28    | 5    | 3            | 0            | –      | –      | 31    | 5     |
| Zagłębie Lubin       | 2000/2001     | 29    | 4    | 13           | 3            | –      | –      | 42    | 7     |
| Razem                | Razem         | 100   | 10   | 16           | 3            | –      | –      | 116   | 13    |
| Hannover 96          | 2001/2002     | 16    | 2    | 2            | 0            | –      | –      | 18    | 2     |
| Hannover 96          | 2002/2003     | 14    | 2    | 2            | 0            | –      | –      | 16    | 2     |
| Hannover 96          | 2003/2004     | 25    | 1    | 2            | 0            | –      | –      | 27    | 1     |
| Hannover 96          | 2004/2005     | 33    | 1    | 4            | 0            | –      | –      | 37    | 1     |
| Hannover 96          | 2005/2006     | 30    | 1    | 3            | 0            | –      | –      | 33    | 1     |
| Hannover 96          | 2006/2007     | 24    | 0    | 3            | 0            | –      | –      | 27    | 0     |
| Hannover 96          | 2007/2008     | 5     | 0    | 1            | 0            | –      | –      | 6     | 0     |
| Razem                | Razem         | 147   | 7    | 17           | 0            | –      | –      | 164   | 5     |
| Arka Gdynia          | 2008/2009     | 30    | 6    | 2            | 0            | –      | –      | 32    | 6     |
| Razem                | Razem         | 30    | 6    | 2            | 0            | –      | –      | 32    | 6     |
| WKS Wieluń           | 2009/2010     | 1     | 0    | 0            | 0            | –      | –      | 1     | 0     |
| Razem                | Razem         | 1     | 0    | 0            | 0            | –      | –      | 1     | 0     |